# 子印
子印（？—前578年），姬姓，名睔，一说名舒，字子印，谥悼，是郑穆公的儿子，郑国大夫。
前578年六月十五日夜里，郑国的公子班从訾地请求进入祖庙，没有做到，就杀了子印、子羽，回来驻兵于市集上。
子印的后裔以其字为氏，立印氏，是七穆之一。